# Epimolis zatrephica
Epimolis zatrephica är en fjärilsart som beskrevs av Dyar 1913. Epimolis zatrephica ingår i släktet Epimolis och familjen björnspinnare. Inga underarter finns listade i Catalogue of Life.